# Oculosis boei
Oculosis boei là một loài bọ cánh cứng trong họ Tenebrionidae. Loài này được Solier miêu tả khoa học năm 1834.